# Libia Brenda Castro
Libia Brenda Castro (Puebla, Puebla, 1974) es una cuentista, articulista y editora mexicana. Obtuvo la beca del Fondo Nacional para la Cultura y las Artes (FONCA) 1999-2000.

## Biografía
Es originaria de Puebla. Estudió Lengua y Literatura Hispánicas en la Universidad Nacional Autónoma de México (UNAM). Cursó un Diplomado en Edición de Publicaciones Digitales, a través del cual realizó el proyecto de edición digital “Hay horror en los ojos de Caín”. Participó en la antología de ciencia ficción escrita por mujeres titulada La imaginación: la loca de la casa (2015).

## Trayectoria
Empezó a publicar en fanzines y revistas independientes desde 1994. También ha contribuido a la literatura de la imaginación en México como editora, organizadora o colaboradora en varios proyectos relacionados con lo fantástico y la ciencia ficción desde 1996 como festivales, revistas, recopilaciones, publicaciones, conferencias  y libros, entre otras.
Ha publicado cuentos y artículos en varias revistas tanto impresas como electrónicas, como la revista Este País, de España, Argentina, Italia y México. También ha colaborado en antologías y diversas publicaciones colectivas.
Desde 2006 colabora en la Revista Digital Universitaria. Escribe sobre gastronomía e imparte clases y talleres literarios. Se dedica a la edición  de diversos textos desde hace más de quince años.
Es, además, cofundadora de proyectos como Cúmulo de Tesla y MexiCona: Imaginación y futuro. Es editora de Odo Ediciones, un proyecto autogestivo, anarquista y sin fines de lucro. A partir de 2021 forma parte de la Climate Imagination Fellowship del Center for Science and the Imagination de la Universidad de Arizona.

## Premios y nominaciones
En 2018, editó “Una realidad más amplia”, antología bilingüe de ciencia ficción mexicana que le valió la nominación al Premio Hugo Award 2019, en la categoría Mejor trabajo relacionado.

## Obras

### Cuentos
- De qué silencio vienes (Colección Contemporáneas, BUAP, 2023)

### Proyectos independientes
- Para soltar la mano, 2010
- Penumbria año 1: Caleidoscopio, 2013

### Obras colectivas
- Cuentos compactos: literatura fantástica, 2001
- El hombre en las dos puertas, 2002
- Ginecoides : las hembras de los androides : cuentos de ciencia ficción y fantasía por mujeres mexicanas, 2003
- La mujer de nadie, 2009
- Así se acaba el mundo: cuentos mexicanos apocalípticos, 2012
- El abismo. Asomos al terror hecho en México, 2012
- La imaginación: la loca de la casa,] 2015

Con ansias vivas, con mortal cuidado : antología de poesía mística, 2017